# Soroko
Soroko är ett arrondissement i kommunen Banikoara i Benin. Den hade 6 818 invånare år 2002.